# The Arrows
The Arrows foi uma banda de rock inglesa-americana, dos anos 1970. Foram responsáveis por grandes hits como I Love Rock 'n Roll, que foi lançado em 1975 e que foi regravado por grandes artistas, como Joan Jett, Britney Spears e Miley Cyrus.